# Josef Schepers
Josef Schepers (* 9. März 1908 in Mesum; † 17. Januar 1989 in Münster) war ein deutscher Volkskundler, Hausforscher, Museumsleiter und Hochschullehrer.

## Leben
Schepers wuchs in Mesum bei Rheine auf. Nach der Schulzeit studierte er Germanistik und Kunstgeschichte an den Universitäten Königsberg, Innsbruck und Münster. 1934 wurde er Assistent des Germanisten Jost Trier. Angeregt u. a. durch die Arbeiten Bruno Schiers begründete er den „Münsterischen hauskundlichen Arbeitskreis“ als studentische Arbeitsgruppe. Mit dem Fahrrad erkundeten, fotografierten und zeichneten er und seine Studenten die Geschichte und Verbreitung historischer Haus- und Siedlungsformen im Nordwesten Deutschlands. Dabei galt sein Augenmerk nicht nur der Gebäudegestaltung, sondern auch den Details des Fachwerkgefüges, der Ausstattung, der Freiraumgestaltung und schließlich der Verknüpfungen mit der Siedlungs-, Sozial- und Wirtschaftsgeschichte des jeweiligen Raumes. Als die Universität und die von Trier geführte Volkskundliche Kommission für Westfalen zunehmend unter Druck der nationalsozialistischen Kulturpolitik geriet, wechselte er 1939 in das Baupflegeamt der Provinz Westfalen, dessen neuer Leiter Gustav Wolf ihn mit den Worten angeworben hatte: "Kommen Sie zu uns, beim Bauen gibt es keine Ideologie". Dort konnte er seine Studien fortsetzen und 1943 seine Dissertation mit dem Thema "Das Bauernhaus in Nordwestdeutschland" fertigstellen. Nach Kriegseinsatz u. a. auf dem Balkan und Kriegsgefangenschaft kehrte er zunächst in das Baupflegeamt Münster zurück.

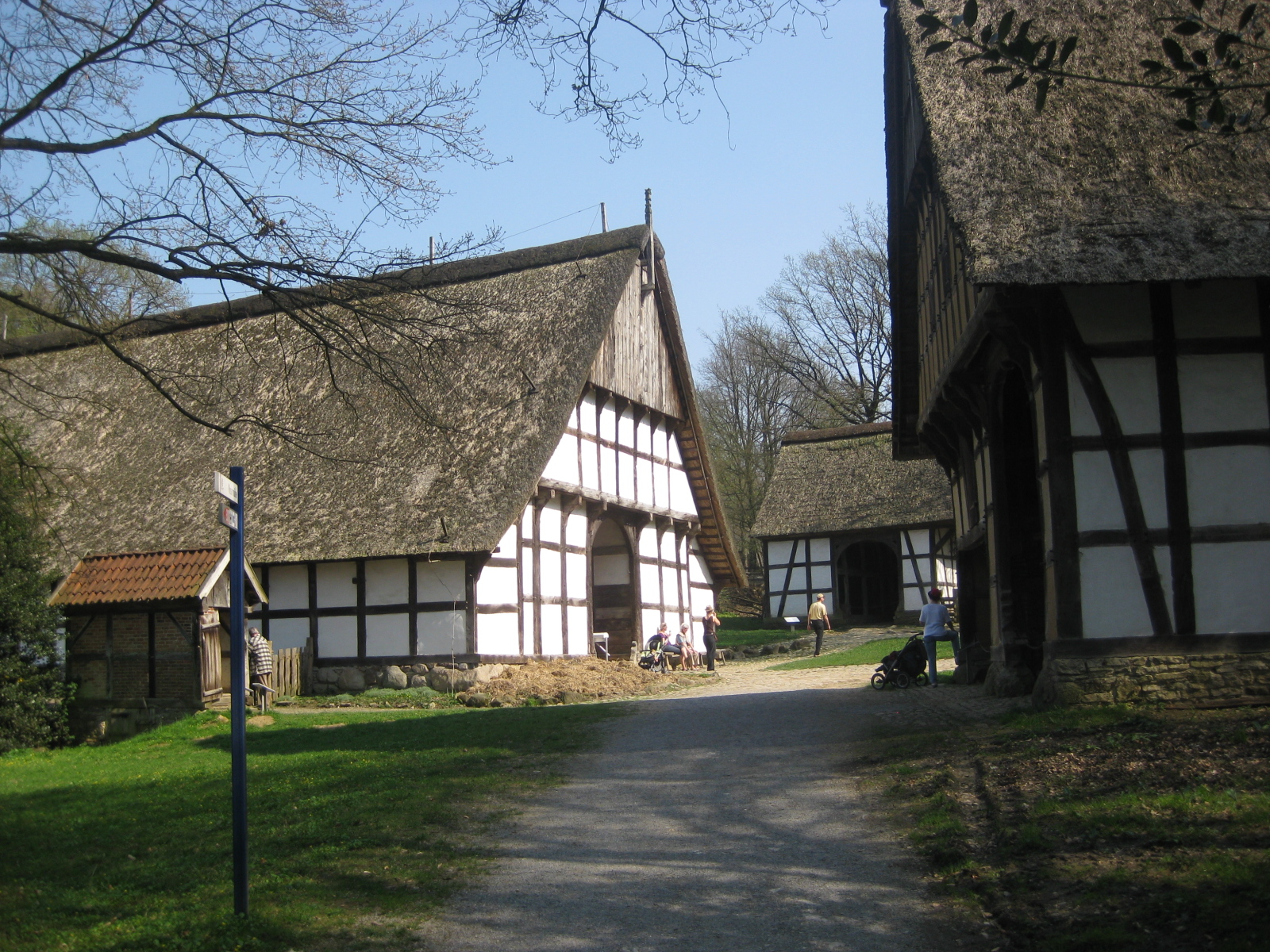
Rekonstruierter Hof im Westfälischen Freilichtmuseum Detmold (2009)

1953 wurde er mit vorbereitenden Arbeiten zu einem Westfälischen Freilichtmuseum beauftragt. 1960 erschien sein grundlegendes Werk "Haus und Hof westfälischer Bauern" als zweiter Band einer von Gustav Wolf und dem sogenannten "Bauernhofbüro" begonnenen Reihe, die eine umfassende Topographie des Bauernhauses im deutschsprachigen Raum zum Ziel hatte. Im gleichen Jahr wurde er zum ersten Leiter des Westfälischen Freilichtmuseums bäuerliche Kulturdenkmale berufen. Auf der Grundlage seiner Forschungen entwickelte Schepers, ausgehend von den traditionellen Landschafts- und Siedlungsformen Westfalens, ein großzügiges, bis heute gültiges Konzept, das er bis zu seiner Pensionierung 1976 weitgehend umsetzen konnte.
1967 wurde er Lehrbeauftragter an der Universität Münster und führte Volkskundestudenten in die Haus- und Möbelforschung ein. 1975 erfolgte seine Ernennung zum Honorarprofessor, ein Jahr darauf wurde die Einrichtung eines "Sonderforschungsprogramms Hausforschung" innerhalb der Volkskunde eingerichtet. Seine Tätigkeit in der Lehre und Forschung setzte er bis ins hohe Alter fort. Zu seinen Schülern gehören u. a. Stefan Baumeier, G. Ulrich Großmann, Fred Kaspar und Heinrich Stiewe.
Schepers gehörte zu den ersten Mitgliedern des 1950 gegründeten "Arbeitskreises für Hausforschung e.V." und war 1971 bis 1982 dessen geschäftsführender Vorsitzender.

## Schriften
- Zur Entwicklungsgeschichte des Bauernhauses mit durchgezapften Ankerbalken, hrsg. vom "Bond der oostvlaamsche folkloristen", Gent 1935
- Das Bauernhaus in Nordwestdeutschland, Aschendorff-Verlag, Münster 1943,  DNB 362590338 ((218 Seiten, mit Abbildungen, 7 Kartons, 4), DNB 810433389 (Dissertation  Münster in Westfalen, Aschendorff, 1943, Küster-Pressedruck, Bielefeld 1978, 250, [58] Seiten, zahlreiche Illustrationen und graphische Darstellungen 7 Kartons, 30 cm, ursprünglich als: Schriften der Volkskundlichen Kommission im Provinzialinstust für westfälische Landes- und Volkskunde, Heft 7)
- Stand und Aufgaben der nordwesteuropäischen Hausforschung In: Rhein. Jahrbuch für Volkskunde, 4/1953, S. 7–68.
- Westfalen-Lippe, Aschendorff-Verlag, Münster 1960
- Führer durch das Bauernhofmuseum Bielefeld, Bauernhofmuseum, o. J. [um 1962]
- Feste Türme und Wehrspeicher auf Remscheider Höfen sowie im weiteren heimatlichen Raum, hrsg. vom Stadtarchiv Remscheid, Remscheid 1962
- Ländliche Baukunst in den östlichen Niederlanden, Aschendorff-Verlag, Münster 1970
- Das Westfälische Freilichtmuseum Bäuerlicher Kulturdenkmale, Detmold 1970
- Vier Jahrzehnte Hausforschung, Sennestadt 1973
- Haus und Hof westfälischer Bauern, Aschendorff-Verlag, Münster 1. Aufl. 1973, 7. neubearb. Aufl. 1994
- Die kulturgeschichtliche Bedeutung des Fachwerks, hrsg. vom Landesamt für Baupflege im Landschaftsverband Westfalen-Lippe, * Rundweg durch das Freilichtmuseum Bäuerlicher Kulturdenkmale des Landschaftsverbandes Westfalen-Lippe Detmold 1976
- Dorfformen in Westfalen-Lippe, mit Justinus Bendelmacher, Jarschel-Verlag, Troisdorf 1977
- Der lippische Meierhof im Westfälischen Freilichtmuseum Bäuerlicher Kulturdenkmale Detmold, Detmold 1978
- Spieker, "Bauernburgen", Kemenaden, mit Alfons Eggert, Aschendorff-Verlag, Münster 1985
- Der mittelalterliche profane Steinbau Westfalens im europäischen Zusammenhang, hrsg. von Fred Kaspar, Detmold 1997

## Auszeichnungen
- In der Stadt Rheine wurde die "Josef-Schepers-Straße" nach ihm benannt.

## Ausstellungen
- Häuser und Höfe aus Westfalen, Verschwundene bäuerliche Lebenswelten, Sonderausstellung mit Fotos aus dem Nachlass von Josef Schepers, bearb. von Heinrich Stiewe, 19. April bis 24. Juli 2005 im Westfälischen Freilichtmuseum Detmold, 23. Oktober bis 18. Dezember 2005 im Bielefelder Bauernhausmuseum